# كلايف كالدويل
كلايف كالدويل (بالإنجليزية: Clive Caldwell)‏ هو عسكري وطيار أسترالي، ولد في 28 يوليو 1910 في Lewisham, New South Wales ‏ في أستراليا، وتوفي في 5 أغسطس 1994 في سيدني في أستراليا.